# 豊田通商
豊田通商株式会社（とよたつうしょう、英: TOYOTA TSUSHO CORPORATION）は、愛知県名古屋市中村区と東京都港区に本社を置くトヨタグループの大手総合商社である。登記上の本店は愛知県名古屋市中村区。社外略称は豊通（トヨツウ）、社内略称はTTC。日経平均株価およびJPX日経インデックス400の構成銘柄の一つ。グループスローガンは「Be the Right ONE」。

## 概略
自動車、金属、機械に限らず、石油、プラントから食品、保険まで取り扱っている。2006年にトーメンと合併するまでは、売り上げ規模こそ大きくとも「トヨタグループ」の商品調達部門というポジションを脱しきれなかったが、合併後はトーメンの保持していた多様な分野の権益が加わり、トヨタグループという後ろ盾も得て、名実ともに「大手総合商社」の地位を獲得した。
自動車分野では、トヨタ、日野、SUBARU（旧・富士重工業）、ダイハツなどの車両・車両部品を150か国余りに輸出しているほか、自動車メーカー各社が海外で生産する車両の第三国への輸出および海外における小売販売を行っている。
化学品・合成樹脂分野では、タイにはエタノール製造の、インドネシア・タイ・フィリピンには物流拠点としてのタンク設備を保有しており、これらの生産・物流拠点を活用した各種製品の販売を行っている。
エネルギー・プラント分野では、特に中東、アジアに強いビジネス基盤を有している。また、風力発電分野においては、ユーラスエナジーホールディングスを持ち、ベスタス社の日本総代理店でもある。その他、太陽熱発電事業、太陽光発電事業、地熱発電事業をはじめとする再生エネルギー事業、北米での電力事業を展開している。穀物飼料分野では、全国4か所に穀物サイロを保有。
食料分野では、第一屋製パンを子会社に持っており、農業生産事業、ワイン事業、水産事業、チョコレートのグランプラス、レダラッハ、ジャム・紅茶のチップトリー等も扱っている。
アパレル分野では、福助等の子会社を持つほか、Admiralブランドをはじめ小売事業を展開している。
都市開発分野では、霞が関コモンゲート、東京の赤坂、麻布十番、西浅草、広尾、等々力、八王子等でアクシアマンションシリーズを、名古屋でプレシアスシティ等、マンションリゾート事業も手がけている。
損害保険および生命保険の代理店分野でも国内上位であり、国内外で保険ブローカー事業を展開しているほか、海外でも代理店を展開している。
なお、小説「炎の商社マン」（小林真一著）、「エネルギー」（黒木亮著）は、旧・トーメンを舞台にした小説である。

## 会社概要
- 商号 豊田通商株式会社
- 本社所在地

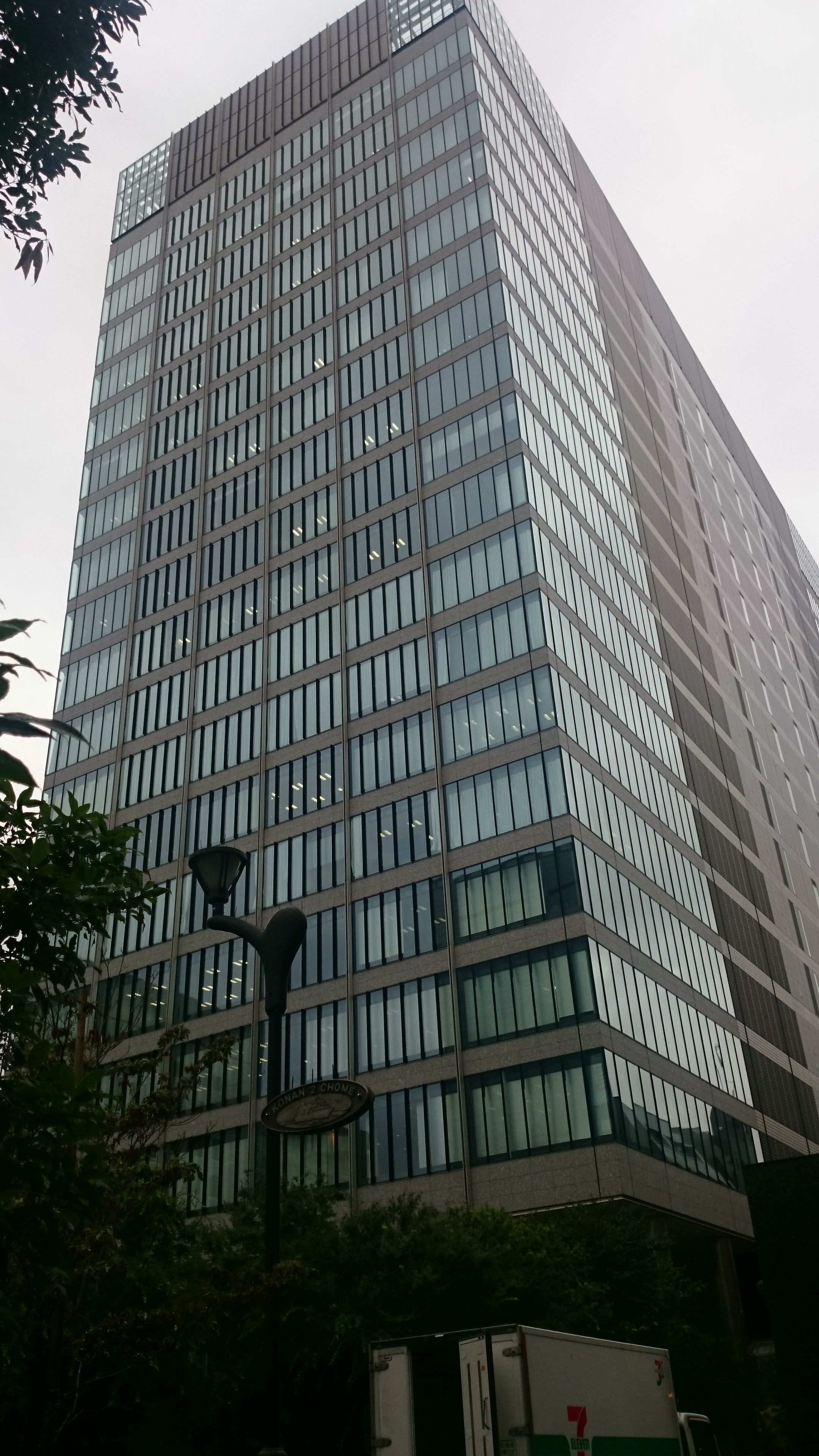
東京本社（品川フロントビル）

  - 名古屋本社（本店） - 名古屋市中村区名駅4丁目9-8（センチュリー豊田ビル）
  - 東京本社 - 東京都港区港南2丁目3-13（品川フロントビル）
- 拠点
  - 国内 13拠点（名古屋、東京、北海道、東北、新潟、浜松、三島、豊田、大阪、北陸、広島、高松、九州）
    - 大阪支店 - 大阪市中央区南船場4丁目3-11（大阪豊田ビル）

  - 海外 130拠点（N.Y.、シカゴ、ヒューストン、北京、天津、上海、台北、ソウル、マニラ、香港、シンガポール、テヘラン、ドバイ、ブラッセル、ロンドン、パリ、ミラノ、ナイロビ、プラハ、モスクワ、サンクトペテルブルク、アンマン、カイロ、ダーバン、ヨハネスブルグ他）

※支店、営業所、現地法人、駐在員事務所（会社HP上の数字は、単体の拠点のみであり、現地法人管轄下の支店等を含んでいない。）
- 設立 1948年7月1日
- 事業内容 各種物品の国内取引、輸出入取引、外国間取引、建設工事請負、各種保険代理業務等
- 組織
  - メタル+(Plus)本部
    - メタル＋(Plus)企画部、モビリティ素材国内事業部、モビリティ素材海外事業部、モビリティ素材事業統括部、条鋼鋼管事業部、鉄鋼サプライチェーン推進部、金属製品事業部、西日本条鋼鋼管事業部

  - サーキュラーエコノミー本部　　
    - サーキュラーエコノミー企画部、金属資源部、無機資源部、非鉄事業部、バッテリーサプライチェーン事業部、リバースサプライチェーン事業部、アルミサプライチェーン事業部、高機能素材事業部、サステナブル合成樹脂部、コンシューマー製品事業部、エッセンシャルケミカルズ部

  - サプライチェーン本部
    - サプライチェーン企画部、営業開発部、サプライチェーンDX推進部、グローバル部品輸出部、グローバル部品輸入部、グローバル部品営業部、ビジネスアライアンス事業部、グローバル部品事業戦略部、サプライチェーン機能開発部、ロジスティクス事業部、モジュール事業部、サービス＆アクセサリー事業部、モビリティパーツ事業部、機能品・環境ソリューション事業部

  - モビリティ本部
    - モビリティ企画部、米州・欧州モビリティ部、オセアニア・中近東モビリティ部、アジア・中国モビリティ部、KD事業部、物流ソリューション事業部、コマーシャルモビリティ事業部、マルチブランド事業部、カスタマーサービス部、モビリティ・バリューチェーン事業開発部

  - グリーンインフラ本部
    - グリーンインフラ企画部、パワートレイン機械部、EVコンポーネント機械部、ボデー機械部、インフラプロジェクト部、電力ソリューション統括部、カーボンニュートラルフューエル部

  - デジタルソリューション本部
    - デジタルソリューション企画部、デバイス関連事業室、SDV事業部（SDV: Software Defined Vehicle）、先端モビリティサービス事業部、エンタープライズIT事業部、デジタルインフラ事業部

  - ライフスタイル本部
    - ライフスタイル企画部、アグリビジネス部、西日本フード＆アグリビジネス部、フードマテリアル部、フードソリューション部、サステナブルファッション部、ファシリティソリューション部、インシュアランスマネジメント部、ヘルスケア・メディカル部

  - アフリカ本部
    - アフリカ企画部、トヨタアフリカモビリティ部、アフリカモビリティバリューチェーン事業部、アフリカモビリティ事業部、アフリカ電力・インフラ部

  - コーポレート部門
    - コンプライアンス・危機管理部、オペレーション改善推進部、物流部、安全･環境推進部、顧客統括部、ネクストモビリティ推進部、ネクストテクノロジーファンド推進室、カーボンニュートラル推進部、経営企画部、渉外部、広報部、IT戦略部、デジタル変革推進部、経理部、営業経理部、財務部、投資・審査部、法務部、人事部、総務部、秘書部

## 沿革
- 1936年（昭和11年）- 豊田自動織機製作所（現・豊田自動織機）が中心となり、トヨタ金融株式会社設立。社長は豊田利三郎[5]。
- 1941年（昭和16年）- 豊田自動織機製作所の筆頭株主となる[5]。
- 1942年（昭和17年）- 豐田産業株式会社（とよださんぎょう）に商号変更。
- 1947年（昭和22年）- 豐田産業が第5次指定で持株会社として財閥解体の対象となる[5][6]。
- 1948年（昭和23年）- 豐田産業の商社部門を継承し、日新通商株式会社設立[6]。
- 1951年（昭和26年）- 豐田産業清算結了[6]。
- 1956年（昭和31年）- 豐田通商株式会社（とよだつうしょう）に商号変更。
- 1961年（昭和36年）- 名古屋証券取引所2部上場。
- 1977年（昭和52年）- 東京証券取引所1部上場。
- 1985年（昭和60年）- 東京支店を東京本社に変更。名古屋と合わせ2本社制となる。
- 1987年（昭和62年）- 豊田通商株式会社（とよたつうしょう）に商号変更。
- 1999年（平成11年）- 加商と業務提携。
- 2000年（平成12年）- トーメンと資本・業務提携。加商株式会社と合併。
- 2006年（平成18年）- トーメンと合併。
- 2007年（平成19年）- 福助と資本・業務提携。
- 2009年（平成21年）- 福助を連結子会社化。
- 2010年（平成22年）- 名古屋本社内に在名古屋カザフスタン共和国名誉領事館を開設。
- 2012年（平成24年）
  - エレマテックを連結子会社化。
  - ユーラスエナジーホールディングスを子会社化。
  - セーファーオー（フランス語版）（CFAO）追加株式取得のため、TOB実施。
- 2013年（平成25年）
  - 名古屋本社内に在名古屋ケニア共和国名誉領事館を開設。
  - 福助を完全子会社化[7]。
  - 大手食品卸の国分と業務提携。同時に子会社である中部食糧の株式譲渡契約を締結[8]し、同社の株式67%を国分に譲渡。これに併せて提携先であるトーカンにも株式の13%を譲渡[8]。
- 2014年（平成26年）
  - 近畿大学との提携関係を拡大し、完全養殖マグロの大量生産を始めると発表[9][10][11]。2020年に日本国内の養殖需要の半分に相当する年間30万尾の「近大マグロ」を生産する計画[9][10][11]。
  - トーメンエレクトロニクス（現・ネクスティ エレクトロニクス）を完全子会社化。
  - ケニアで人材育成を目的にトヨタケニアアカデミーを設立[12]。
- 2016年（平成28年）- セーファーオー（CFAO）の株式を追加取得し、完全子会社化[13]。
- 2017年（平成29年）
  - ネクスティ エレクトロニクス設立。
  - 共和産業の株式93.95%を取得し子会社化[14]。
- 2020年（令和2年） 
  - 株式会社トレードワルツに出資[15]。
- 2022年（令和4年)
  - 東京電力ホールディングスが保有するユーラスエナジーホールディングスの株式を取得し、完全子会社化[16]。
  - 滋賀県日野町の飲料用リサイクルペットボトルの製造工場が稼働した[17]。
  - 2022年11月8日から13日に開催されたアセアン関連首脳会議の一環として、カンボジア政府と「自動車産業の発展に向けた協業に関するMOU」を締結[18]。11月14日にはカンボジアに車両組立事業会社として豊田通商マニュファクチャリングを設立した[18]。
- 2023年（令和5年）
  - 2020年より資本業務提携を行っていたカーペイディーエムの株式を追加取得し子会社化[19]。
  - ソフトバンクグループよりSBエナジー（現・テラスエナジー）の株式85%を取得し子会社化[20]。
- 2024年（令和6年） - テラスエナジーを完全子会社化[21]。
- 2025年（令和7年）
  - エレマテックを完全子会社化。
  - カーペイディーエムを完全子会社化[22]。
  - 豊田通商アメリカを通じて、ラディウス・リサイクリングを完全子会社化[23]。

## 歴代役員

### 社長
- 岡本藤次郎（1948年 - 1959年）
- 神原富保（1961年 - ）
- 宮入潔（1968年 - ）
- 柴田泰男（1977年 - ）
- 江崎誠三（1980年 - ）
- 野上啓二
- 武山栄造
- 千輪博
- 古川晶章
- 清水順三
- 加留部淳
- 貸谷伊知郎
- 今井斗志光

### 会長
- 岡本藤次郎（1959）
- 豊田大吉郎
- 江崎誠三
- 野上啓二
- 武山栄造
- 古川晶章
- 木下光男
- 清水順三
- 小澤哲
- 加留部淳
- 村上晃彦

## 主なグループ会社

### 国内
- オリエンタル鋼業株式会社
- 株式会社関東コイルセンター
- 株式会社プロスチール
- グリーンメタルズ株式会社
- グリーンメタルズ北海道株式会社
- 豊田ケミカルエンジニアリング株式会社
- 豊田スチールセンター株式会社
- 豊通ファッションエクスプレス株式会社
- 豊田通商マーケッツジャパン株式会社
- 豊田メタル株式会社
- 豊通鋼管株式会社
- 豊通食料株式会社
- 豊通スメルティングテクノロジー株式会社
- 豊通鉄鋼販売株式会社
- 豊通非鉄センター株式会社
- 豊通マテリアル株式会社
- 豊通リサイクル株式会社
- 日本APT株式会社
- トピックス株式会社
- 豊通ヴィーテクス株式会社
- 豊通オートモーティブクリエーション株式会社
- 豊通ニューパック株式会社
- 豊通物流株式会社
- 豊通マテックス株式会社
- O-RUSHインターナショナル株式会社
- 株式会社ティー・エー・エス
- 株式会社ティーエーシーエス
- 株式会社エネ・ビジョン
- 岐阜精機工業株式会社
- コベルコ豊田通商建機ホールディングアジア株式会社
- 合同会社しまね森林発電
- 昭和精機工業株式会社
- 豊通エネルギー株式会社
- 株式会社豊通テック
- 株式会社豊通マシナリー
- 株式会社ユーラスエナジーホールディングス
- 合同会社えひめ森林発電
- 第一石鹸株式会社
- エレマテック株式会社
- 株式会社ネクスティ エレクトロニクス
- 日本天然ガス株式会社
- 三洋化成工業株式会社
- SDPグローバル株式会社
- 株式会社TDモバイル
- 株式会社トーメンデバイス
- 豊通ケミプラス株式会社
- 豊田通商システムズ株式会社
- 株式会社豊通シスコム
- 株式会社ティーワイオプティクス
- 株式会社ツナドリーム沖縄
- 株式会社ツナドリーム五島
- 株式会社エッグドリーム八千代
- 東洋棉花株式会社
- 株式会社豊通オールライフ
- 関東グレーンターミナル株式会社
- 第一屋製パン株式会社
- 東北グレーンターミナル株式会社
- 東洋グレーンターミナル株式会社
- 豊通インシュアランスマネジメント株式会社
- 豊通保険パートナーズ株式会社
- 東灘トーメンサイロ株式会社
- 福助株式会社
- フジ産業株式会社
- 豊通ヒューマンリソース株式会社
- 豊通オフィスサービス株式会社
- 豊通ファイティングイーグルス名古屋
- そらいいな株式会社

### 国外
- セーファーオー（Compagnie Française de l'Afrique Occidentale、CFAO）（フランス商社）
- Toyota Tsusho America
- Toyota Tsusho Europe
- Toyota Tsusho UK
- Toyota Tsusho Asia Pacific Pte. Ltd.
- Toyota Tsusho (Thailand)
- Toyota Tsusho Phlippines
- Toyota Tsusho Vietnam
- Toyota Tsusho Africa
- Toyota Tsusho East Africa
- Toyota Tsusho (Malaysia)
- Toyota Tsusho Indonesia
- Toyota Tsusho India
- Tomen Iran
- Toyota Tsusho (Australasia)
- Toyota Tsusho (N.Z.)
- Toyota Tsusho Canada
- Toyota Tsusho Argentina
- Toyota Tsusho do Brasil
- Toyota Tsusho Mexico
- Toyota Tsusho De Venezuela
- Toyota Tsusho de Colombia
- Toyota Tsusho Nordic
- 豊田通商（中国）有限公司
- 豊田通商（大連）有限公司
- 豊田通商（天津）有限公司
- 豊田通商（上海）有限公司
- 豊田通商（広州）有限公司
- 香港豊田通商有限公司
- 韓国豊田通商株式会社
- 台湾豊田通商股份有限公司
- 豊田通商ペトロリアム プライベート リミテッド（バンカーオイル事業）
- TT Network Integration Asia/Thailand/China/India
- Lao-Japan Airport Terminal Services Company Limited（ラオス空港ターミナル）

ほか、国内外連結子会社731社、関連会社243社の計974社（2017年4月1日現在）

## 広報活動

### CM
- 2015年 豊田通商企業広告テレビCM 豊川悦司を起用。
- 2018年 豊田通商企業広告テレビCM オダギリジョーを起用。
- クロマグロ完全養殖篇[24]。
- ケニア地熱発電篇[24]
- チリ ヨード事業篇[24]
- 水素事業篇[24]

### スポーツ・文化活動
- 名古屋グランパスエイト（オフィシャルスポンサー）
- 豊通ファイティングイーグルス名古屋（通称「Fイーグルス名古屋」、バスケットボールチーム）
- 豊田通商BLUE WING（ラグビーチーム）
- 富士スピードウェイ（スポンサー）
- 名古屋フィルハーモニー交響楽団（スポンサー）
- 叡王戦（協賛）
- 朝日杯将棋オープン戦（特別協賛）

## 不祥事・事件・問題
豊田商事事件による被害
1985年の金預り証書詐欺「豊田商事事件」では、加害企業の豊田商事が同社を豊田通商と意図的に混同させるような勧誘活動をしたことにより、豊田通商側は大きな損害を被った。同社は豊田通商と紛らわしい社名および社章の図柄 を用いたほか、名古屋支店の場所を当時豊田通商本社があった名古屋駅前の豊田ビルのすぐ近くに置く、豊田通商の拠点があるビルの前で入社勧誘をするなどしており、そのため豊田通商には豊田商事の被害者から苦情の電話が掛かってくることもあった。これにより株式欄の略称が「豊通商」から「豊田通商」に変更されるなどした。また、この時は山口県岩国市の紙販売業者「豊田商事株式会社」（創業者の姓が由来で、当社も含めトヨタグループとは無関係）も豊田商事と完全に同名だったため、軽微ながら風評被害を受けている。
申告漏れ
名古屋国税局の税務調査で、海外の子会社から受け取った債務保証料などを収入に計上しなかったとして、2018年3月期までの3月期に約1億円の申告漏れを指摘されていたことが、2020年5月に判明した。